# EU-østudvidelsen 2004
EU-østudvidelsen 2004 dækker over EU's udvidelse med 10 østeuropæiske lande pr. 1. januar 2004. Selvom EU lige siden opstart med EF's kun 6 medlemsstater har organisationen været i vækst, og der har løbende været udvidelser, med intet i samme størrelsesorden som udvidelsen i 2004. De færreste havde dog forventet, at dette ville ske efter så få år med demokrati – allerede d. 13. december 2002 blev aftalen om optagelse underskrevet under et topmøde i København.

## Baggrund
Visionen for en større udvidelse blev skabt i 1989 med Berlinmurens fald. Her blev det for alvor en mulighed, at samle en større del af Europa i fællesskabet. Denne mulighed viste sig eftersom mange diktatoriske lande blev demokratiseret og dermed kunne passe ind i det demokratiske fællesskab. Denne udvidelse var ikke kun et ønske fra nogle allerede medlemmer af fællesskabet, men også fra østlandene selv, der så det som en gylden mulighed for at sikre og fremme stabilitet, fred og fremgang.

## De nye medlemslande
De ti nye medlemslande, der blev optaget i unionen i 2004 er
| - Estland - Letland - Litauen - Polen | - Tjekkiet - Slovakiet - Ungarn | - Slovenien - Malta - Cypern |

Alle landene gennemgik efter Sovjetunionen brød sammen en omfattende forandring. Dette har betydet, at levestandarden er vokset betydeligt og stabiliteten og demokratiet er vundet mere frem. For at de nye østlande kan nå op på det såkaldte EU-15-niveau, der betegner landene før udvidelsen, er der dog stadig lang vej.

## Forhandlinger
Forhandlingerne om optagelse af de ti lande, blev igangsat under Danmarks formandskab ved et topmøde i København i 1993. Her blev blandt andet aftalt de specifikke krav for optagelse, hvorfor disse i dag kaldes Københavnerkriterierne. Ligeledes blev den endelige aftale underskrevet under dansk formandskab i København d. 13. december 2002.